# Francisco Defilippis Novoa

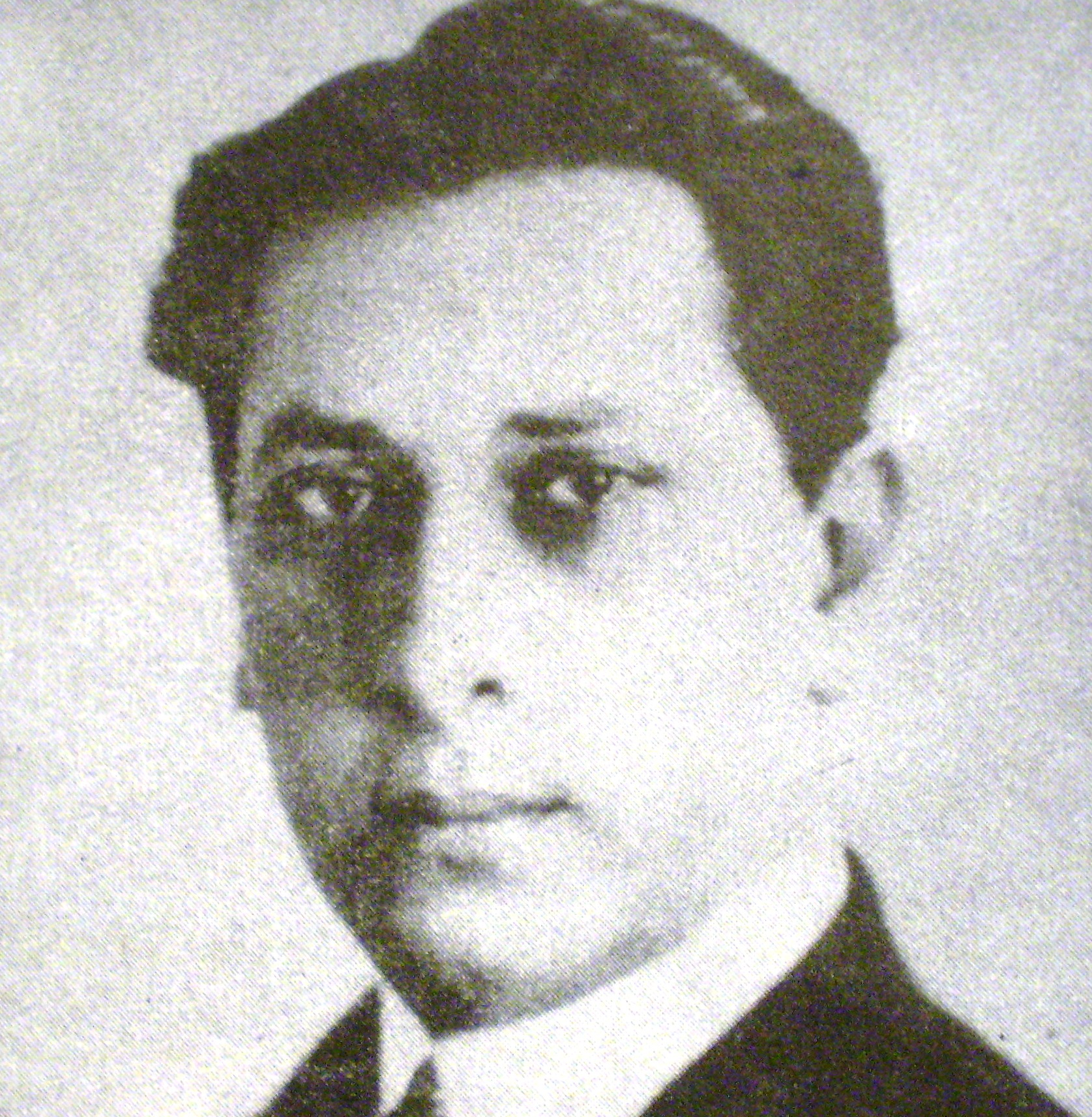
Francisco Defilippis Novoa

Francisco Defilippis Novoa (* 21. Februar 1889 in Paraná, Provinz Entre Ríos; † 27. Dezember 1930 in Buenos Aires) war ein argentinischer Schriftsteller.

## Leben und Werk
Bevor Defilippis Novoa 1917 nach Buenos Aires ging, arbeitete er für einige Zeit als Journalist in Rosario. In Buenos Aires verfasste er überwiegend Theaterstücke und gehörte schon bald zusammen mit Armando Discépolo, Samuel Eichelbaum, E. García Velloso und R. González Pacheco zu den wichtigsten Theaterautoren Argentiniens.
In seiner ersten Zeit in der Hauptstadt arbeitete er auch als Regisseur. Unter seiner Leitung wurde Hugo Wasts „Flor de durazno“ (1917) und Florencio Sanchez'„ Blanco y Negro“ (1919) inszeniert.
Um die Rechte von Autoren gegenüber Verlagen und Theatern zu stärken, half Defilippis Novoa 1922 mit, ein Autorensyndikat zu gründen. Als sich General José Félix Uriburu im Herbst 1930 an die Macht putschte, wurde diese Schriftstellervereinigung wieder verboten.
Sein Verhältnis zur Schauspielerin Gloria Ferrandiz (1893–1970) schlug sich auch in seinen Veröffentlichungen nieder. In den Stücken, die in dieser Zeit entstanden, glänzten starke weibliche Charaktere; Rollen, die er Ferrandiz auf den Leib geschrieben hatte.
Defilippis Novoa starb am 27. Dezember 1930 im Alter von 41 Jahren in Buenos Aires und fand dort auch seine letzte Ruhestätte.

## Werke (Auswahl)
- Los caminos del mundo. 1925.
- El conquistador de lo imprevisto. 1919.
- Despértate, Cipriano. 1929.
- El día sábado.
- Ida y vuelta. 1941.
- La loba. 1920.
- María la tonta.
- Nosotros dos. 1930.
- Sombras en la pared. 1931.
- Tu honra y la mía. 1925.
- Tú, yo y el mundo después. 1929.
- Una vida. 1921.
- He visto a Dios.